# جوستاف لوبون
غوستاف لوبون (7 مايو 1841 - 13 ديسمبر 1931) (بالفرنسية: Gustave Le Bon)‏ طبيب ومؤرخ فرنسي. عمل في أوروبا وآسيا وشمال أفريقيا. كتب في علم الآثار وعلم الإنثروبولوجيا وعني بالحضارة الشرقية.
من أشهر آثاره: حضارة العرب، وحضارات الهند، و«باريس 1884» و«الحضارة المصرية» و«حضارة العرب في الأندلس» و«سر تقدم الأمم» و«روح الاجتماع» الذي كان إنجازه الأول. هو أحد أشهر فلاسفة الغرب وأحد الذين امتدحوا الأمة العربية والحضارة الإسلامية. لم يسر غوستاف لوبون على نهج معظم مؤرخي أوروبا، حيث اعتقد بوجود فضلٍ للحضارة الإسلامية على العالم الغربي.
ولد في مقاطعة نوجيه لوروترو بفرنسا عام 1841م. درس الطب، وقام بجولة في أوروبا وآسيا وشمال أفريقيا. اهتم بالطب النفسي وأنتج فيه مجموعة من الأبحاث المؤثرة عن سلوك الجماعة، والثقافة الشعبية، ووسائل التأثير في الجموع، مما جعل من أبحاثه مرجعًا أساسيًّا في علم النفس، ولدى الباحثين في وسائل الإعلام في النصف الأول من القرن العشرين.
وقد أسهم في الجدل الدائر حول المادة والطاقة، وألّف كتابه «تطور المواد» الذي حظي بشعبية كبيرة في فرنسا. وحقق نجاحًا كبيرًا مع كتابه «سيكولوجية الجماهير»، ما منحه سمعة جيدة في الأوساط العلمية، اكتملت مع كتابه الأكثر مبيعًا «الجماهير: دراسة في العقل الجمعي»، وجعل صالونه من أشهر الصالونات الثقافية التي تقام أسبوعيًّا، لتحضره شخصيات المجتمع المرموقة مثل: «بول فالري»، و«هنري برغسون»، و«هنري بوانكاريه».
عُرف بأنه أحد أشهر فلاسفة الغرب الذين أنصفوا الأمة العربية والحضارة الإسلامية، فلم يَسِر على نهج مؤرخي أوروبا الذين صار من تقاليدهم إنكار فضل الإسلام على العالم الغربي. لكن لوبون الذي ارتحل في العالم الإسلامي وله فيه مباحث اجتماعية، أقرَّ أن المسلمين هم مَن مدَّنوا أوروبا، فرأى أن يبعث عصر العرب الذهبي من مرقده، وأن يُبديه للعالم في صورته الحقيقية؛ فألّف عام 1884م كتاب «حضارة العرب» جامعًا لعناصر الحضارة العربية وتأثيرها في العالم، وبحث في أسباب عظمتها وانحطاطها وقدمها للعالم تقديم المدين الذي يدين بالفضل للدائن. توفي في ولاية مارنيه لاكوكيه، بفرنسا 1931م.

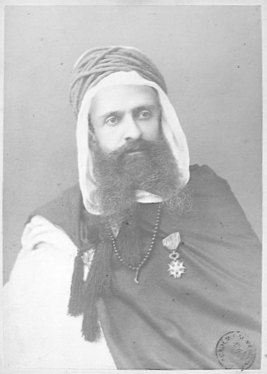
غوستاف لوبون في الجزائر سنة 1880

## من مؤلفاته
ترجم عادل زعيتر كتبه التالية إلى العربية:
- حضارة العرب (1884)[2]
- روح الثورات والثورة الفرنسية.
- روح الجماعات.
- السنن النفسية لتطور الأمم.[3]
- روح التربية.[4]
- روح السياسة.[5]
- فلسفة التاريخ.
- اليهود في تاريخ الحضارات[6]
- حياة الحقائق.[7]
- الآراء والمعتقدات.
- حضارات الهند.[8]
- روح الاشتراكية.
- سيكولوجية الجماهير.

## رأيه في اليهود
يقول «غوستاف لوبون» في مصنَّفه الضخم «اليهود في تاريخ الحضارات الأولى» ما نصه: «ظلَّ اليهود - حتَّى في عهد ملوكهم - بدويِّين أفّاكين، مغيرين سفَّاكين، مندفعين في الخصام الوحشي، فإذا ما بلغ الجهد منهم ركنوا إلى خيال رخيص، تائهة أبصارُهم في الفضاء، كسالى خالين من الفكر كأنعامِهم التي يحرسونها».
وفي مقام آخر يقول لوبون: «لَم يجاوز قُدماء اليهود أطوار الحضارة السُّفلى التي لا تكاد تميز من طور الوحشية، وعندما خرج هؤلاء البدويُّون الذين لا أثرَ للثقافة فيهم من بادِيَتهم ليستقرُّوا بفلسطين، وجدوا أنفُسَهم أمام أُمَمٍ قويَّة متمدينة منذ زمن طويل، فكان أمرُهم كأمر جميع العروق الدنيا التي تكون في أحوال مماثلة، فلم يقتبسوا من تلك الأمم العليا غير عيوبِها وعادتها الضارية، ودعارتها وخرافاتها».

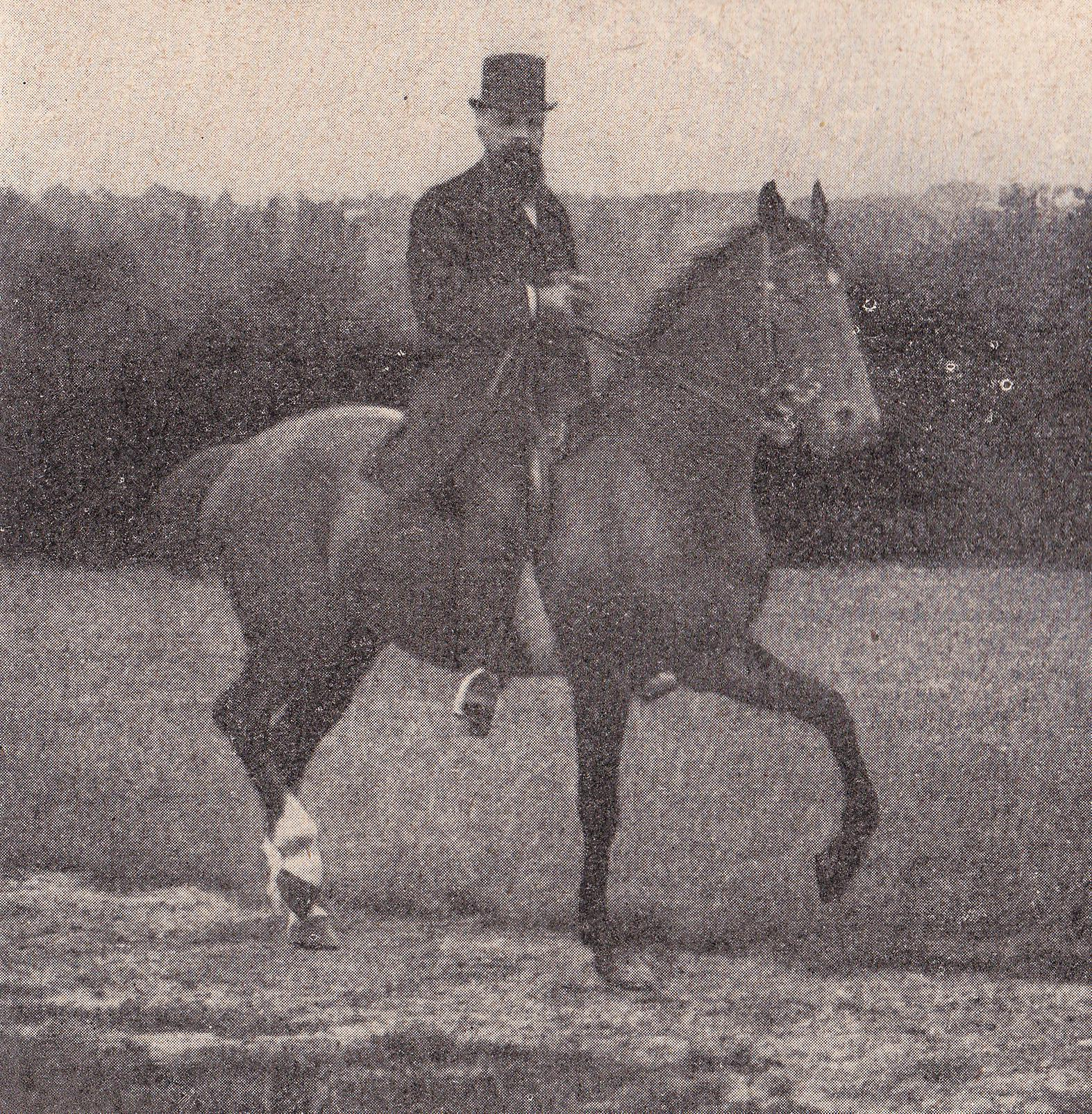
جوستاف يمتطي جواد

## رأيه في المرأة
«ينظر الشرقيون إلى الأوروبيين الذين يُكرهون نسائهم على العمل كما ننظر إلى حصان أصيل يستخدمه صاحبه في جرّ عربة! فعمل المرأة عند الشرقيين هو تربية الأسرة، وأنا _ والكلام لغوستاف لوبون ـ أشاطرهم رأيهم مشاطرة تامة، فالإسلام، لا النصرانية، هو الذي رفع المرأة من الدرك الأسفل الذي كانت فيه، خلافاً للاعتقاد الشائع».

## وصلات خارجية
- جوستاف لوبون على موقع أرشيف الشارخ.
- جوستاف لوبون على موقع الموسوعة البريطانية (الإنجليزية)
- لوبون، جوستاف - الموسوعة العربية الميسرة، 1965
- جوستاف لوبون - مؤسسة هنداوي للتعليم والثقافة